# Mistrovství Evropy v zápasu řecko-římském 2004
Mistrovství Evropy v zápasu řecko-římském 2004 se konalo v Haparandě, Švédsko.

## Výsledky

### Muži
| Kategorie | Zlato             | Stříbro             | Bronz              |
| --------- | ----------------- | ------------------- | ------------------ |
| 55 kg     | Bayram Özdemir    | Artem Kjuregjan     | Petr Švehla        |
| 60 kg     | Va'an Džu'arjan   | Davor Štefanek      | Ivan Alexandrov    |
| 66 kg     | Armen Vardanjan   | Vitali Zhuk         | Ari-Pekka Härkänen |
| 74 kg     | Mijail Ivanchenko | Vasyl Račyba        | Aleh Mijalovich    |
| 84 kg     | Nazmi Avluca      | Dimitrios Avramis   | Sándor Bárdosi     |
| 96 kg     | Martin Lidberg    | Sergej Lištvan      | Marek Švec         |
| 120 kg    | Jurij Patrikejev  | Kostiantyn Stryzhak | Sergej Murejko     |